# Сенді Шоу
Сенді Шоу (Sandie Shaw), справжнє ім'я Сандра Енн Гудріч (Sandra Ann Goodrich; нар. 26 лютого 1947, Дагенхам, Велика Британія) — британська співачка, композиторка, авторка текстів. Одна з найуспішніших британських співачок 1960 років.
Відкрив Сенді Шоу співак Адам Фейт, після чого Сенді потрапила під опіку його менеджера, Ів Тейлор. Її перший сингл «As Long As You're Happy, Baby» 1964 року не став великим хітом, але наступний, з версією відомої композиції Берта Бакарака та Хела Девіда «(There's) Always Something There To Remind Me», окупував перше місце британського чарту.
Вокалістка, завдяки зросту була схожа на фотомодель, у наступні три роки записала серію популярних хітів, які головним чином написав її продюсер Кріс Ендрюс. Його ритмічні та повні життєвої енергії композиції повністю відповідали темпераменту Сенді. Одна з цих композицій, «Long Live Love», що була витримана у ритмах каліпсо, 1965 року піднялась на вершину чарту. Однак через рік позиції Сенді почали слабнути, і Ів Тейлор вирішив спрямувати її творчість у бік музики кабаре. 1967 року співачка представляла Британію у конкурсі «Євробачення», де з тріумфом виконала пісню Білла Мартіна та Філа Каултера «Puppet On A String», яка також втретє забезпечила Сенді високе місце у британському чарті. Після успіху синглу «Tonight In Tokyo», авторами якого були ті ж Мартін та Каултер, Шоу повертається до співпраці з Ендрюсом.
1969 року записала власну версію французького хіта «Monsieur Dupont», яка стала останньою її популярною роботою.
У сімдесятих роках співачка без успіху намагалась повернутися до повноцінного артистичного життя. Повернення Сенді Шоу відбулось на початку вісімдесятих, коли вокаліст гурту The Smiths Моррісі (Morrissey) записав пісню «Heaven Knows I'm Miserable Now», інспіровану композицією Сенді шістдесятих років «Heaven Knows I'm Missing Him Now». Черговий сингл «Hand In Glove» 1984 року, який співачка записала разом з The Smiths, приніс її короткотривалий успіх.
1986 року на дальні позиції британського чарту потрапив твір «Are You Ready To Be Heartbroken?», який був переробкою пісні Ллойда Коула. До її останнього альбому, котрий видала фірма «Rough Trade», ввійшли композиції Моррісі, The Smiths, а також The Jesus & Mary Chain.

## Дискографія
- 1965: Sandie
- 1966: Me
- 1966: The Golden Hits Of Sandie Shaw
- 1967: Puppet On A String
- 1967: Love Me, Please Love Me
- 1969: Reviewing The Situation
- 1974: A Golden Hour Of Sandie Shaw — Greatest Hits
- 1977: The Sandie Shaw File
- 1983: Reminding You
- 1983: Choose Life
- 1986: 20 Golden Pieces
- 1987: The Janice Long Session
- 1988: Hello Angel
- 1989: The Sandie Shaw Golden CD Collection
- 1990: The EP Collection